# Các tổ chức Hướng đạo không liên kết và các tổ chức giống Hướng đạo
Các tổ chức Hướng đạo không liên kết và các tổ chức giống Hướng đạo (Non-aligned Scouting and Scout-like organizations) là các tổ chức Hướng đạo không phải là hội viên của Hội Nữ Hướng đạo Thế giới (WAGGGS) và Tổ chức Phong trào Hướng đạo Thế giới (WOSM). Phong trào Hướng đạo đã đưa đến việc hình thành nhiều tổ chức Hướng đạo khắp thế giới. Phong trào Hướng đạo chủ đạo (mainstream Scout movement) hiện thời được hai tổ chức quốc tế vừa nói ở trên phục vụ và hai tổ chức quốc tế này chỉ công nhận một tổ chức Hướng đạo cho mỗi quốc gia. Một quốc gia nếu có trên một hội Hướng đạo quốc gia thì có thể liên kết lại thành một liên hội Hướng đạo quốc gia để được nhận vào làm thành viên của hai tổ chức Hướng đạo quốc tế nói trên.

## Thuật ngữ dùng trong bài này
Các tổ chức Hướng đạo nào không phải là thành viên của Hội Nữ Hướng đạo Thế giới hoặc không phải thành viên của Tổ chức Phong trào Hướng đạo Thế giới thì được gọi là các tổ chức Hướng đạo Không liên kết. Các tổ chức thanh thiếu niên lúc ban đầu là phong trào Hướng đạo chủ đạo nhưng hiện tại không còn có liên hệ với phong trào thì được gọi là các tổ chức ly khai; một tổ chức ly khai có thể là một tổ chức Hướng đạo hoặc tổ chức giống Hướng đạo. Các tổ chức thanh thiếu niên giống Hướng đạo đã được hình thành trước và sau sự ra đời của phong trào Hướng đạo, và chúng có đặc điểm giống Hướng đạo ở chỗ sử dụng hoặc bắt chước một phần Phương pháp Hướng đạo.

## Các tổ chức Hướng đạo liên kết và không liên kết
Từ khi Hướng đạo khai sinh năm 1907, phong trào đã lan rộng từ Vương quốc Anh đến 216 quốc gia và vùng lãnh thổ khắp thế giới. Có ít nhất là 520 hội Hướng đạo vùng hoặc quốc gia riêng biệt trên thế giới và đa số cảm nhận nhu cầu thành lập các tổ chức Hướng đạo quốc tế để lập chuẩn mực cho Hướng đạo và điều hợp các hoạt động giữa các hội thành viên.
Sáu tổ chức Hướng đạo quốc tế phục vụ 437 hội Hướng đạo quốc gia của thế giới, cộng một tổ chức quốc tế thứ 7 chỉ phục vụ cho người lớn. Hai tổ chức quốc tế lớn nhất là Hội Nữ Hướng đạo Thế giới và Tổ chức Phong trào Hướng đạo Thế giới chiếm được con số 362 hội Hướng đạo quốc gia là thành viên, bao gồm 38 triệu Hướng đạo sinh và Nữ Hướng đạo sinh. Các tổ chức Hướng đạo đa quốc gia khác gồm có Confédération Européenne de Scoutisme, Union Internationale des Guides et Scouts d'Europe, và Liên hội Hướng đạo sinh Độc lập Thế giới (World Federation of Independent Scouts).
Ngoài ra, có trên 80 hội Hướng đạo hoặc liên hội khác không liên kết với bất cứ tổ chức Hướng đạo quốc tế nào. Trong số các hội Hướng đạo đơn quốc gia là Éclaireurs Neutres de France. Cũng có nhiều nhóm đơn độc không liên kết với bất cứ hội quốc gia hay vùng nào và đa số các nhóm này ở Đức nơi mà Hướng đạo bị xé lẽ ra thành từng mãnh. Thành viên trong các tổ chức Hướng đạo không liên kết khắp thế giới là khoảng chừng 300.000 đến 500.000 cá nhân.

## Các tổ chức thanh thiếu niên giống Hướng đạo
Cũng có các tổ chức tương tự liên kết các phong trào khác như các nhà thờ, như "Đoàn Thám hiểm" (Adventure Corps) của Cứu Thế Quân, "Người Dẫn đường" (Pathfinders) của Adventism, Nazarene Caravan và "Người canh đường Hoàng gia" (Royal Rangers) của Pentecostalism. Các nhóm khác như Lửa Trại Mỹ, Hiệp hội Thanh niên Cơ Đốc, Hiệp hội Thanh nữ Cơ Đốc, Sokol, Rotaract, Lữ đoàn Nam và Lữ đoàn Nữ cũng có những điểm tương tự với Hướng đạo, mặc dù một số tổ chức đó thật sự có trước khi Hướng đạo khai sinh. TUXIS và các phong trào "Người canh đường mòn" (Trail Rangers) là những tổ chức tương tự có nguồn gốc khởi đầu cùng thời gian của Hướng đạo; tuy nhiên, các tổ chức này đã không thể phục hồi lại sau khi bị gián đoạn vì Chiến tranh thế giới thứ hai và vì sự cạnh tranh hậu chiến với phong trào Hướng đạo. Nông gia Tương lai của Mỹ (Future Farmers of America) và 4-H cũng đôi khi được coi là các tổ chức giống Hướng đạo.
Voortrekkers của Nam Phi là một phong trào thanh thiếu niên của người Afrikaner, được thành lập năm 1931 khi một số người Afrikaner thấy khó tham gia vào một phong trào được thành lập bởi một đối thủ trong Chiến tranh Boer của họ, đó là Baden-Powell.

## Những tổ chức thế thân Hướng đạo thuộc quân đội, chính trị và tôn giáo

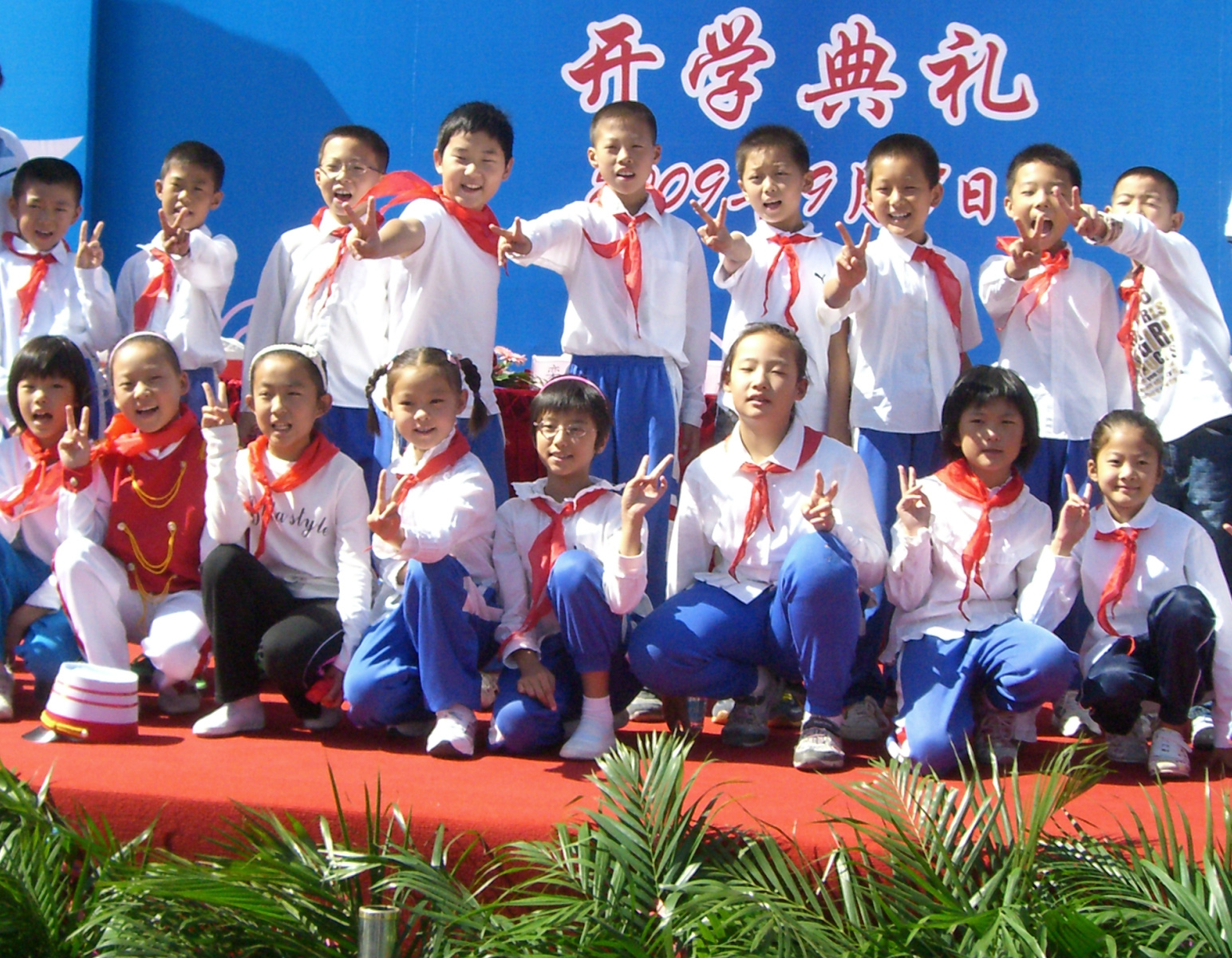
Đội Thiếu niên Tiền Phong Trung Quốc, ngày khai giảng năm học 2009

Hướng đạo đã bị cấm tại một số quốc gia và vẫn còn bị cấm đoán tại một số nước đó. Một số quốc gia cấm Hướng đạo đã thay thế Hướng đạo bằng các tổ chức thanh thiếu niên khác, được xem không phải thuộc phong trào Hướng đạo. Liên Xô cấm Hướng đạo năm 1922 và thành lập một tổ chức thiếu niên tiền phong của riêng mình. Tổ chức này đã khai sinh ra Phong trào Tiền phong (Pioneer Movement) mà ngày nay vẫn còn tồn tại trong một số kiểu mẫu tại Trung Quốc, Cuba, Triều Tiên và Việt Nam, và đã biến thành một phong trào chủ nghĩa quốc gia tại Tajikistan. Hiện nay, không có tổ chức Hướng đạo nào được công nhận từ bên ngoài tại Cuba, Triều Tiên, Lào, Miến Điện, và Cộng hòa Nhân dân Trung Hoa (trừ Hong Kong và Macau, mỗi nơi có một tổ chức Hướng đạo).

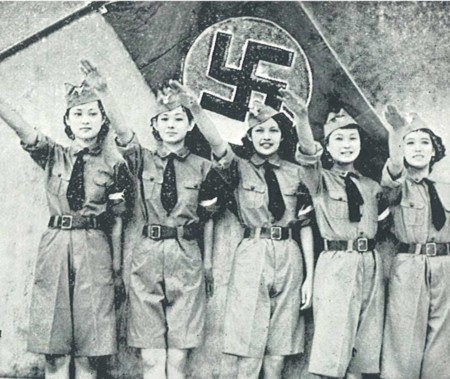
Đoàn Thanh niên Hitler, 1938

 Tại nhiều nơi ở châu Âu, có sự xuất hiện của Hồng Ưng (Red Falcons) xã hội chủ nghĩa giúp hình thành Phong trào Chim ưng Quốc tế - Giáo dục Xã hội Chủ nghĩa Quốc tế (International Falcon Movement - Socialist Education International hay viết tắt là IFM-SEI).  Hội Woodcraft Folk là chi nhánh của IFM-SEI. Các tổ chức này áp dụng các phương pháp của Hướng đạo trong một định hướng xã hội chủ nghĩa. Các thí dụ là Cộng hòa Trẻ em (Children's Republic) mà các trại của tổ chức này do Sozialistische Jugend Deutschlands – Die Falken điều hành tại Đức trong thập niên 1920. Tuy nhiên không giống các phong trào Tiền phong cùng thời, IFM–SEI hoạt động dân chủ hơn.
Các phong trào thanh thiếu niên có dính dáng chính trị vẫn còn tồn tại bao gồm Fianna Éireann, một phong trào thanh thiếu niên Chủ nghĩa Cộng hòa Ireland. Trong nền dân chủ đại nghị của Andorra, Hướng đạo không tồn tại, mặc dù không phải vì có bất cứ lệnh cấm nào áp đặt lên các tổ chức như vậy.
Trước Chiến tranh thế giới thứ hai, Đức, Ý, Nhật, Hungary và România đã cấm Hướng đạo. Đức thành lập tổ chức Đoàn Thanh niên Hitler; Mussolini có tổ chức thanh thiếu niên phát xít tên là Opera Nazionale Balilla; và Romania dưới Thiết Vệ binh (Iron Guard) có Străjeria.
Ngày nay, Phong trào Thiếu nhi Thánh thể của Giáo hội Công giáo có phương pháp giáo dục kỹ năng cho thành viên gần giống mô hình của hướng đạo, nhưng phong trào này về bản chất là mang ý tưởng tôn giáo.